# Avenida Parinacochas
La avenida Parinacochas es una de las principales avenidas de la ciudad de Lima, capital del Perú. Se extiende de norte a sur, a lo largo de 22 cuadras. Recorre los distritos de Lima y La Victoria.

## Recorrido

### Distrito de Lima
La avenida comienza en la intersección con el jirón Puno, en el distrito de Lima. En sus primeras cuadras, se encuentran casas antiguas de la época del virreinato del Perú. Luego, en el cruce con la avenida Miguel Grau se ubica la Facultad de Nutrición y la Residencia Universitaria Julio C. Tello de la Universidad Nacional Mayor de San Marcos. 

### Distrito de La Victoria
Al pasar el cruce con la avenida 28 de Julio, la vía se ensacha, ubicándose diversas tiendas de colchones y muebles. En la cuadra 5, cerca a la intersección con la avenida Jaime Bausate y Meza, se encuentran múltiples tiendas de ropa y confecciones textiles, delimitando la zona este del Emporio Comercial de Gamarra. Siguiendo el trayecto de la avenida, se pueden encontrar diversos negocios de cerámicos, materiales de construcción y estaciones de servicio. 
Después, en la intersección con la avenida México, se localiza una oficina del Banco BBVA Continental. Posteriormente, en sus últimas cuadras, se sitúan numerosos negocios de ferreterías, autopartes, repuestos automotrices y talleres mecánicos. La vía desemboca en la avenida Canadá.
- Datos: Q30008078